# Distrito de Altötting
Altötting es uno de los 71 distritos en que está dividido administrativamente el estado alemán de Baviera. Es colindante (en el sentido de las agujas del reloj, empezando desde el Este) con Austria y los distritos bávaros de Traunstein, Mühldorf y Rottal-Inn.

## Historia
Altötting era una de las partes originales de Baviera. Fue fundado por tribus bávaras un poco después de la marcha atrás de los Romanos. Durante el gobierno de duque Tasilón III de Baviera (748-788) el lugar de Ötting fue mencionado por primera vez (las ciudades de Altötting y Neuötting se derivan de aquel lugar). Pronto, en el siglo IX la región se convirtió en un centro religioso con famosas iglesias y monasterios. En el siglo XV esto se hizo un lugar de peregrinación.
El distrito de Altötting fue establecido en 1837. El papa Benedicto XVI nació en este distrito en 1927, en el pueblo de Marktl.

## Geografía
El distrito está localizado en la zona alpina, colindante con la frontera austriaca. El eje principal de la región es el río Eno, que cruza el distrito de oeste a este. Se le unen dos grandes afluentes: el Alz, que viene del sur y el Salzach, que forma la frontera este del distrito. Además, hay varios ríos y arroyos más pequeños. En el pasado, el distrito estaba cubierto de bosques caducifolios, pero ahora se usa principalmente con fines agrícolas. Sin embargo, hay algunas reservas naturales en la parte baja del río Alz y en la desembocadura del Salzach.

## Escudo de armas
El escudo de armas muestra:
- A la izquierda, la capilla que es objeto de peregrinaje en la ciudad de Altötting;
- A la derecha, el patrón de cuadrados azules y blancos de Baviera.

## Municipios y ciudades
| Ciudades                                             | Municipios | |
| ---------------------------------------------------- | --- | --- |
| - Altötting - Burghausen - Neuötting - Töging am Inn | - Burgkirchen - Emmerting - Erlbach - Feichten - Garching - Haiming - Halsbach - Kastl - Kirchweidach - Marktl | - Mehring - Perach - Pleiskirchen - Reischach - Stammham - Teising - Tüßling - Tyrlaching - Unterneukirchen - Winhöring |